# 金法祥
金法祥，男，乐器工艺师。

## 生平
2005年受聘於上海音乐学院东方乐器博物馆，首次提出“全球准乐器建筑的新乐器文化现象”，证明壮观唯美的准乐器建筑的存在是人类在乐器文明发展史上书写的又一重要篇章。2006年始创编《世界新異樂器名錄》，其中「風動系列乐器名录」、「水動系列乐器名录」获上海音乐学院、东方乐器博物馆2006年度科研论文奖。